# Ignatius Gronkowski
Ignatius „Iggy” J. Gronkowski (ur. 28 marca 1897 w Buffalo, zm. 30 września 1981 tamże) – amerykański kolarz szosowy i torowy polskiego pochodzenia. Olimpijczyk (1924).

## Życiorys
Gronkowski w 1924 zdobył srebrny medal mistrzostw Stanów Zjednoczonych w kolarstwie szosowym w wyścigu ze startu wspólnego. Ustanawiał rekordy kraju w kolarstwie torowym na pięciu różnych dystansach – od pół mili do dwóch mil. Był również kilkukrotnym rekordzistą świata. Jako amator uprawianie sportu łączył z pracą w firmie American Radiator Company, produkującej grzejniki.
Brał udział w kwalifikacjach do reprezentacji Stanów Zjednoczonych na Letnie Igrzyska Olimpijskie 1920, jednak uplasował się poza miejscami dającymi możliwość udziału w igrzyskach. Cztery lata później, mimo faktu iż ze względu na złą organizację zawodów trzykrotnie mylił trasę, zajął w krajowych kwalifikacjach 2. lokatę, zyskując tym samym miejsce w amerykańskiej kadrze olimpijskiej. Podczas zmagań na igrzyskach zajął 45. miejsce w rywalizacji indywidualnej kolarzy szosowych, 12. w jeździe drużynowej na czas, a wyścigu torowym na 50 kilometrów nie ukończył rywalizacji.
Pradziadek czterech futbolistów amerykańskich, którzy występowali w rozgrywkach NFL:  Roba, Dana, Chrisa i Glenna Gronkowskich.